# Gunung Tua (Sosa)
Gunung Tua is een bestuurslaag in het regentschap Padang Lawas van de provincie Noord-Sumatra, Indonesië. Gunung Tua telt 491 inwoners (volkstelling 2010).